# Синдром бджолиної матки
Синдром бджолиної матки — це принизливий термін щодо жінок, успішних у сферах, де традиційно домінували чоловіки. Термін описує їх як жінок з маскулінними рисами, що дистанціюються від інших жінок на роботі, критичніше ставляться до підлеглих жінок і відмовляються допомагати іншим жінкам просуватися кар'єрними сходами.
Явище вперше визначили Керол Тавріс і двоє її колег у 1973 році. Існують суперечливі аргументи щодо того, чи існує синдром бджолиної матки, чи він є просто міфом. Термін, як вважається, зберігає застарілі гендерні стереотипи, особливо тому, що не існує еквівалентного терміна для чоловіків. Сама Тавріс висловила жаль, що придумала таку «пам'ятну назву» для «такої складної моделі поведінки». Вона пояснює, що термін було неправильно витлумачено, що дало хибне розуміння жіночої динаміки на робочому місці.

## Походження феномену
Синдром бджолиної матки частково пояснюється гендерними стереотипами, які приписують жінкам брак традиційних лідерських і орієнтованих на досягнення якостей (наполегливості, рішучості), котрі часто сприймаються як синонім маскулінності. 

### Гендерні стереотипи про лідерство і конкуренцію
У дитинстві хлопчиків привчають бути лідерами, які приймають рішення, а дівчаток застерігають, що якщо вони будуть надто «начальницями», то їх не любитимуть. В експерименті Джойс Бененсон вона виявила, що серед п'ятирічних дітей у змагальному сценарії домінуючого хлопчика шанували інші хлопчики, однак домінантна дівчинка не подобалася іншим дівчаткам. Чоловіки вважаються чудовими лідерами за те, що вони амбітні та наполегливі, тоді як жінок часто вважають «нежіночними», «владними» або «стервозними», коли вони демонструють ті самі риси.
Феномен бджолиної матки досі не має чоловічого еквівалента, можливо тому, що конкуренція чоловіків вважається нормальною, здоровою поведінкою, а в дитинстві заохочується. При цьому на конкуренцію жінок дивляться зневажливо — з дитинства жінок, які змагаються, називають зрадливими, підступними, хитрими, «злими дівчатами». Є незліченна кількість книг і фільмів, які зображують концепцію того, що це стало стандартом.
Через це в підлітковому та дорослому віці перехід на керівні посади може стати проблемою для жінок, яким не було надано таких же можливостей керувати, як їхнім колегам-чоловікам.

### Поліціювання емоцій: заборона на гнів
Поліціювання емоцій (policing emotions) бере участь у підтримці феномену бджолиної матки, змінюючи те, як жінки ставляться до інших жінок, а також як вони себе ведуть на аренах, де традиційно домінують чоловіки. Дискримінація жінок може виникнути через переконання про те, які емоції людям доречно виявляти. Стереотипно від жінок очікують, що вони будуть добрими та турботливими, товариськими та скромними, і в той же час не проявлятимуть гнів. Вираження емоцій, які не збігаються з переконаннями людей щодо гендерно прийнятної поведінки, може призвести до нижчого статусу на роботі та, як наслідок, нижчої зарплати. 
Вважається, що прояв гніву пов'язаний зі статусом, оскільки гнів вважається статусною емоцією. Позитивні враження від тих, хто виявляє гнів, зберігаються для людей, яким стереотипно присвоюється вищий статус. 
Дослідження 2008 року показало, що чоловіки, які виражали гнів на робочому місці, отримували вищий статус, тоді як жінки, які виражали гнів на робочому місці, отримували нижчий статус, незалежно від їхньої фактичної посади в компанії. Стажерка і генеральна директорка, які були жінками, отримали низький статус під час прояву гніву. Крім того, вважалося, що жінки, які проявляли гнів на робочому місці, мали щось внутрішнє, що спричинювало їхній гнів, на відміну від зовнішньої причини для гніву чоловіків (фундаментальна помилка атрибуції). І самі чоловіки частіше за жінок списували свій гнів на зовнішню причину.
Дослідження 2007 року показало, що жінки на підлеглих позиціях виявляють злість на персонал вищого статусу набагато рідше, ніж їхні колеги-чоловіки. Це свідчить про те, що стереотипна норма, коли чоловіки проявляють гнів, а жінки мусять його стримувати, поширюється на робоче місце. Це також свідчить про те, що, хоча чоловіки на низьких посадах на робочому місці мають низький статус у цьому контексті, вони можуть мати вищий статус, який приходить із їх статтю. Жінки не мають такого високого статусу; тому низький статус, який мають жінки низького рівня на робочому місці, є єдиним статусом, який має значення.

### Скляна стеля, домагання та чоловічі привілеї
У професійному секторі внутрішня група — це (зазвичай ексклюзивна) мережа людей з будь-якого робочого місця, які беруть участь у неформальних зустрічах або заходах поза роботою. Саме на цих неформальних зустрічах колеги знайомляться на особистому рівні, діляться знаннями про галузь або пліткують на роботі. Крім того, участь у внутрішній групі може призвести до кар'єрних переваг. 
Найчастіше жінок та людей кольору майже не включають у ці ексклюзивні групи через упередження спорідненості — тенденцію надавати перевагу схожим на себе — яку демонструють їхні боси-чоловіки. У соціальній психології існує й термін потяг до схожості, який може сприяти тому, чому високопоставлені керівники-чоловіки схильні просувати чоловіків, а не жінок з рівною кваліфікацією.
З меншою кількістю місць на вершині для жінок і важчим підйомом туди, синдром бджолиної матки залишається механізмом боротьби для амбітних жінок.
Соціальна динаміка незбалансованого робочого середовища призводить до найбільшої дискримінації жінок. У дослідженні 1982 року виявлено, що як на робочих місцях, де домінують жінки, так і в колективах з переважанням чоловіків, проти жінок чинили більший рівень дискримінації за статтю та сексуальних домагань, ніж на робочому місці з приблизно рівною кількістю чоловіків і жінок.

## Як феномен поведінки жінок
Феномен бджолиної матки був задокументований кількома дослідженнями. Дослідження 2011 року показали, що синдром бджолиної матки може бути продуктом культурних впливів, особливо пов'язаних із сучасним робочим місцем.
Вчені з Університету Торонто припустили, що синдром бджолиної матки може бути причиною того, що жінкам більш напружено працювати на жінок-менеджерок; не було виявлено різниці в рівнях стресу для чоловіків. Однією з причин, чому поведінка «бджолиної матки» довго не розглядалася, вважається те, що, на відміну від чоловіків, коли жінки на вищих професійних посадах висловлюють судження про своїх підлеглих, людям рідко спадає на думку запитати, чи є це формою сексизму.

### Гендерна мімікрія
Синдром бджолиної матки частково пояснюється гендерними стереотипами, які приписують жінкам брак традиційних лідерських і орієнтованих на досягнення якостей (наполегливості, рішучості), котрі часто сприймаються як синонім маскулінності. Це створює тиск на жінок-професіоналок у перейманні цих якостей, особливо в робочому середовищі, де більшість складають чоловіки. Оскільки жінкам, особливо кольоровим, небагато місць на керівних посадах, «бджолині матки» відчувають, що їм потрібно захистити своє місце, демонструючи «чоловічі» риси як форму дистанціювання від групи. За словами Наомі Еллемерс, «виживання жінок у робочому середовищі, де домінують чоловіки, передбачає певну форму індивідуальної мобільності, у тому сенсі, що вони повинні довести собі та іншим, що вони не схожі на інших жінок, щоб бути успішними». У дослідженні 1976 року було показано, що коли жінки перебувають у меншості групи, що часто буває у професійних секторах високого рівня, вони описують себе більш «чоловічими» термінами.

### Захисний механізм від сексизму
Дослідження в Нідерландах виявило, що жінки, які демонстрували найбільшу схильність до «бджолиних маток», були тими самими жінками, які зазнавали найвищого рівня дискримінації за статтю на початку своєї кар'єри. Наомі Еллемерс вважає, що феномен бджолиної матки є наслідком сексизму, якого зазнають жінки, намагаючись просунутися вперед у кар'єрі.
Висунуто гіпотезу, що поведінка бджолиних маток може розвиватися у жінок, які досягли керівних посад у відповідних галузях, як спосіб захистити себе від гендерних стереотипів, які побутують на робочому місці. Дистанціювання від підлеглих жінок, які намагаються просунутися у власній кар'єрі, дозволяє «бджолиним маткам» спілкуватися зі своїми колегами-чоловіками, демонструючи при цьому стереотипні чоловічі якості, такі як наполегливість або лідерство, які приписуються успіху. Проявляючи ці «чоловічі» риси, «бджолині матки» легітимізують своє право обіймати важливі професійні посади, а також отримувати гарантовану роботу, демонструючи відданість своїй кар'єрі.

### Уникання фемінності
Дослідження показали, що жінки, які демонструють якості бджолиної матки, з меншою ймовірністю наймуть жінку, коли обирають між висококваліфікованим кандидатом-чоловіком і не менш кваліфікованою кандидаткою-жінкою, через «загрозу конкуренції». З висококваліфікованою кандидаткою «бджолина матка» може відчути загрозу. Коли їх попросили вибрати між помірно кваліфікованим кандидатом і не менш кваліфікованою кандидаткою, «бджолині матки» знову мали меншу ймовірність взяти на роботу кандидатку, цього разу через «колективну загрозу». У цьому випадку «бджолина матка» може хвилюватися, що кандидатка негативно відобразиться на ній, оскільки жінок на робочих місцях, де домінують чоловіки, часто групують разом за соціальною категорією.

### Кросгенераційна травматизація
Жінки-бджолині матки, усвідомлюючи свої жертви заради досягнення успіху, бачать інших перспективних жінок і вірять, що вони повинні бути в змозі зрозуміти, як досягти успіху без сторонньої допомоги чи цілого руху, як це зробили вони. Ці тенденції окремих жінок пізніше зберігають бар'єри, які підтримує сексизм на робочому місці. Однак, коли йдеться про жінок такого ж стажу, «бджолині матки» їх підтримують, вважаючи, що ці жінки також наполегливо працювали для досягнення успіху.

### Вік
У дослідженні 2004 року в Італії виявлено, що старше покоління викладачів ставиться до своїх докторантів стереотипно та робить упереджені висновки про їхню відданість. Жінки старшого віку почали робити кар'єру, коли жінки робили її набагато рідше, і в результаті вважали себе більш маскулінними. Навпаки, молоде покоління італійок робить свою кар'єру в той час, коли це набагато більш поширене та загальноприйняте, і в цих жінок менше причин придушувати свої фемінні риси чи дистанціюватися. Цей опір ґендерним стереотипам є визвольною еволюцією як для чоловіків, так і для жінок в наукових колах.

## Як стереотипне сприйняття жінок
Феномен бджолиної матки не підтверджується новими дослідженнями і несвідомо увічнює гендерні стереотипи, які дуже застаріли. Стверджується, що цей термін підриває професійний прогрес і здібності жінок, а також заплямує репутацію груп жінок у професійній сфері. Інша критика походить від переконання, що термін сприяє наративу «звинувачуй жінку».
У своїй книзі Леа Ін, головна операційна директорка Facebook Шеріл Сендберг висловила жаль щодо синдрому, написавши: «Часто, самі того не усвідомлюючи, жінки засвоюють зневажливе культурне ставлення, а потім повторюють його».

### Дослідження колективів
Нещодавні дослідження, які використовують надійний механізм ідентифікації причин (тобто дизайн розриву регресії), рішуче заперечують існування феномену бджолиної матки. Результати цього дослідження свідчать про те, що попередні дослідження були упередженими — або через виявлення підтверджуючих випадків (як це часто буває в якісних дослідженнях), або через те, що дані спостережень, засновані на опитувальниках, були упередженими через проблеми ендогенності.
Дослідження Credit Suisse суперечить доказам феномену бджолиних маток. Досліджуючи 3400 найбільших компаній світу, було виявлено, що жінки-керівниці на 50 % частіше, ніж їхні колеги-чоловіки, мають жінку фінансовою директоркою; і на 55 % більше шансів мати бізнес-підрозділи, керовані жінками. Було також виявлено, що в той час як зазвичай жінки працюють у кадрових або юридичних відділах, у компаніях, очолюваних жінками, це стало менш імовірним через те, що жінки-керівниці підтримували своїх жінок-керівниць, які займали більш впливові ролі в компанії.
Попри поширеність матеріалів, що зображують поведінку бджолиних маток як притаманну жінкам, дослідження показали, що чоловіки фактично частіше беруть участь в актах непрямої агресії, пов'язаної з поведінкою бджолиних маток (тобто плітки, поширення чуток, соціальна ізоляція), порівняно з жінками. Хлопчики схильні проявляти фізичну агресію більше, ніж дівчата, в будь-якому віці, але дослідження 1992 року показало, що, коли хлопчики досягають 11 років, рівень вербальної та непрямої агресії у них зростає.

### Соціальна категоризація жінок
Соціальна категоризація або психологічна теорія самокатегоризації тісно пов'язана з процесами соціального сприйняття, у яких людина групує себе та інших у категорії на основі спільних характеристик. Ця стратегія вкорінена з дитинства та впливає на те, як люди сприймають інших — як частину ширшої соціальної групи, а не як окремих людей. Шляхом категоризації, здебільшого підсвідомої, людям приписують заздалегідь визначені риси як частину їхньої більшої групи чи категорії. 
Для жінок на робочому місці соціальна категоризація працює на шкоду, оскільки їм приписують стереотипно фемінні риси, такі як приємність, готовність допомогти, співчуття та доброзичливість, і тому сприймають жінок як менш здатних виконувати керівні ролі. Коли жінки з високими досягненнями представляють себе чимось іншим, ніж фемінні риси, їх часто називають «суками» або, точніше, «бджолиними матками».

### Покарання за успіх
Доведено, що, демонструючи той же рівень компетентності, як і чоловіки, жінки сприймаються як непривабливі та холодні. Коли справа доходить до певних якостей та емоцій, чоловіків і жінок насильно відокремлюють у певні рамки та розглядають як протилежних, а не гармонійних. Зокрема, на робочому місці та в академічних колах, коли жінки стирають межі гендерних стереотипів, наприклад, демонструючи надзвичайну компетентність або успіх у професійній сфері, вони стають мішенню для принизливих термінів, таких як «бджолина матка», «крижана королева», і «сука». Тобто коли жінки виявляють себе в маскулінній ролі, їх карають за зміну сприятливого образу жінки.

### Очікування фемінності підлеглими
У 1994 році В. О'Лірі та М. М. Раян описували, що жінок з високими досягненнями можуть сприймати як «бджолиних маток» через те, що їхні співробітниці намагаються бачити в них боса; бачать своїх жінок-начальниць жінками, а своїх чоловіків-начальників як начальників. Вони припустили, що, ймовірно, працівниці дотримувалися подвійних стандартів щодо своїх керівниць, очікуючи від них більшого розуміння, піклування та прощення (гендерно-стереотипні «жіночі» риси), ніж від начальників-чоловіків.

### «Зрада сестринства»
Існує припущення, що жінки є частиною негласного сестринства, і коли деякі жінки просуваються вгору, зайнявши більш впливові посади, вони мусять набути інших якостей, щоб вписатися в них і завоювати повагу в чоловічому середовищі — якостей, які не відповідають принципам солідарності чи сестринства. За словами Джуді Вакжман, «…присутність жінок у світі чоловіків залежить від їхньої готовності змінити свою поведінку, щоб стати більш схожими на чоловіків або щоб їх сприймали як більш маскулінних, ніж чоловіки». 
Жінки з високими досягненнями не мають багато варіантів; змінюючи свою поведінку, щоб вона була більш сприятливою для лідерства, вони відчужують себе від інших жінок і сприймаються як зрадниці. Коли амбітні жінки вирішують зробити те, що потрібно, щоб просунути свою кар'єру, їх часто називають «бджолиними матками» через спотворене сприйняття жінок, які займають владні та керівні посади.

## Подальше читання
- Maume DJ Meet the new boss…same as the old boss? Female supervisors and subordinate career prospects Social Science Research Volume 40, Issue 1, January 2011, Pages 287—298